# Václavovice - pískovna
Václavovice - pískovna este o arie protejată (arie specială de conservare — SAC, sit de importanță comunitară — SCI) din Republica Cehă întinsă pe o suprafață de 6,47 ha, integral pe uscat.

## Localizare
Centrul sitului Václavovice - pískovna este situat la coordonatele 49°45′54″N 18°22′37″E / 49.765°N 18.376944°E.

## Înființare
Situl Václavovice - pískovna a fost declarat sit de importanță comunitară în aprilie 2005 pentru a proteja 1 specie de animale. Situl a fost protejat și ca arie specială de conservare în iulie 2013.

## Biodiversitate
Situată în ecoregiunea continentală, aria protejată nu include niciun habitat protejat.
La baza desemnării sitului se află o specie protejată de  amfibieni: triton cu creastă (Triturus cristatus).